# La maldición divina
La maldición divina es el nombre del octavo disco (y séptimo disco de estudio) grabado por el grupo Koma, y lanzado en  marzo de 2011. 
Contiene 15 temas, y es el último trabajo de la banda, que se disolvió en 2012.

## Canciones
1. Intro: la maldición divina
2. Sin oxígeno
3. La almohada cervical
4. Blancos de los nervios
5. Los idiotas
6. ¿Quién sobra?
7. No te lo tomes a mal
8. Intro: ametsa
9. Bagaré
10. El exorcista
11. Patrón a seguir
12. Me vacío
13. Ostia frontal
14. Intro: el ente
15. Fantasmal